# Tony Rüegg
Tony Rüegg es un deportista suizo que compitió en bobsleigh en la modalidad cuádruple.
Ganó dos medallas de bronce en el Campeonato Mundial de Bobsleigh, en los años 1981 y 1982, y dos medallas de plata en el Campeonato Europeo de Bobsleigh, en los años 1979 y 1980.

## Palmarés internacional
| Campeonato Mundial | Campeonato Mundial         | Campeonato Mundial | Campeonato Mundial |
| Año                | Lugar                      | Medalla            | Prueba             |
| ------------------ | -------------------------- | ------------------ | ------------------ |
| 1981               | Cortina d'Ampezzo (Italia) | Medalla de bronce  | Cuádruple          |
| 1982               | Sankt Moritz (Suiza)       | Medalla de bronce  | Cuádruple          |
| Campeonato Europeo |                            |                    |                    |
| Año                | Lugar                      | Medalla            | Prueba             |
| 1979               | Winterberg (RFA)           | Medalla de plata   | Cuádruple          |
| 1980               | Sankt Moritz (Suiza)       | Medalla de plata   | Cuádruple          |